# Franjevački samostan i crkva u Bjelovaru
Franjevački samostan i crkva sv. Antuna u Bjelovaru sagrađeni su 1936. godine. Od rujna 1980. godine crkva sv. Antuna Padovanskoga postaje župna crkva u tada novoosnovanoj župi. 

## Povijest

### Uspostava
Poticaj za dolazak franjevaca u Bjelovar i izgradnju samostana i crkve dali su bjelovarski župnik Ivan Göszl 1913. te dr. Rudolf Vimer, sveučilišni profesor i kanonik. On je darovao 100.000 kruna za izgradnju. Prvi svjetski rat odgodio je radove. U Bjelovar je 1934. godine došao franjevac Osvald Toth, koji je sljedeće godine započeo gradnju samostana i crkve. Završeni su 1936. godine. Orgulje u crkvi prethodno su bile u kapeli sv. Križa na starom groblju u Bjelovaru.
Državna vlast dala je premjestiti Osvalda Totha u Viroviticu 1936. godine, zbog promicanja hrvatskih ideja. Franjevci koji su došli umjesto njega, osnovali su karitativnu ustanovu "Kruh sv. Antuna" i pomagali siromahe, beskućnike i nemoćne. Predavali su vjeronauk u osnovnim školama i u gimnaziji do 1945. godine. 

### 20. stoljeće
Na kraju Drugog svjetskog rata, komunisti su ubili mlade franjevce Sebastijana Šantalaba i Ferdu Gassmanna, a treći franjevac Lujo Lujan bio je u zatvoru. Dio crkve bio je pogođen ratnim razaranjima. Komunisti su u dio samostana uselili stanare. Od 1947. do 1994. godine u samostanu su boravile i radile časne sestre milosrdnice. Poslije više nisu bile, jer ih je provincija premijestila na drugo mjesto, gdje su bile potrebnije. Komunisti su imali plan u samostanu otvoriti dječji vrtić i tamo smjestiti časnike, no ipak nisu. Općina je 1976. godine oduzela Franjevačkom samostanu vrt i polje i na tom mjestu izgrađeno je parkiralište. 
U rujnu 1980. godine zagrebački nadbiskup Franjo Kuharić osnovao je župu Bjelovar III, kasnije preimenovanu u župu sv. Leopolda Mandića pa u župu sv. Antuna Padovanskog, a crkva je postala župna crkva. Župi je pripao dio grada Bjelovara i prigradska naselja Zvijerci, Puričani, Letičani, Martinac, Ćurlovac, i Kupinovac. Prvi župnik bio je Stanko Banić, koji je ostao u samostanu do svoje smrti 4. lipnja 2004. godine. Od 1981. do 1983. godine izgrađen je novi dio samostana s vjeronaučnom dvoranom i klauzorom za časne sestre. 
Godine 1986. proslavljena je 50. obljetnica postojanja samostana i crkve. Postavljen je novi mramorni oltar i objavljena monografija "Bjelovar i franjevci" koju je napisao fra Paškal Cvekan.

### Domovinski rat i danas
Za vrijeme Domovinskog rata, Caritas župe pružao je pomoć izbjeglicama i potrebnima, Godišnje je pomoć dobilo i po 10.000 ljudi. Stizali su kamioni s humanitarnom pomoći iz Njemačke, Austrije, Belgije i drugih država. Akcije pomoći organizirale su se i za druge hrvatske gradove. Od 7. travnja 2004. godine radi pučka kuhinja.  
Blagdan sv. Antuna Padovanskog svečano se slavi svake godine 13. lipnja i predstavlja najveće godišnje hodočašće u Bjelovarsko-križevačkoj biskupiji uz proslavu Velike Gospe u biskupijskom marijanskom svetištu u Novoj Rači.  

## Galerija
- Unutrašnjost crkve sv. Antuna Padovanskog.
- Pogled na zvonik iz dvorišta crkve sv. Antuna Padovanskog.

## Župnici
- fra Stanko Banić
- fra Svetislav Stjepan Krnjak
- fra Željko Jurković
- fra Marko Malović
- fra Siniša Paušić
- fra Josip Vrbanec
- fra Tonio Vučemilović
- fra Marko Pustišek
- fra David Sedlar

## Vanjske poveznice
- Web stranica župe  Arhivirana inačica izvorne stranice od 3. rujna 2010. (Wayback Machine)